# شورية أليفة الجبال
شورية أليفة الجبال (الاسم العلمي:Shorea monticola) هي نوع غير مؤكد من النباتات تتبع جنس الشورية من فصيلة مجنحية الثمر.